# Dwa teatry (dramat)
Dwa teatry – dramat Jerzego Szaniawskiego z 1946.
Dramat ma złożoną strukturę. Akt I rozgrywa się przed II wojną światową. Przedstawia w sposób realistyczny życie teatru i jego dyrektora. Akt II utrzymany jest w konwencji „teatru w teatrze”, przedstawiając pracę nad inscenizacjami Matki i Powodzi. Te dwa dramaty to prawdziwe krótkie sztuki Szaniawskiego (Matka pochodzi z 1937 i nosiła wcześniej tytuł W lesie). Akt III rozgrywa się w czasie okupacji. Przedstawia klęskę idei Teatru Małego Zwierciadła – działalność teatru została zawieszona, aktorzy rozproszyli się lub zginęli, chory dyrektor stracił wiarę w sens sztuki.
Postacie Dyrektora Teatru Małego Zwierciadła i Dyrektora Teatru Snów reprezentują zwolenników teatru realistycznego i wizyjnego. Nie są jednak postaciami jednowymiarowymi, np. dyrektor opowiadający się za teatrem realistycznym jest jednocześnie zwolennikiem psychoanalizy i Zygmunta Freuda. Sztuka Szaniawskiego była głosem w toczonej ówcześnie dyskusji o realizmie, nie opowiadała się jednak bezwarunkowo po żadnej ze stron.
Dwa teatry zostały opublikowane po raz pierwszy w 1946 w miesięczniku „Twórczość” (nr 12). Prapremiera odbyła się w 1946 w Teatrze Powszechnym im. Żołnierza Polskiego w Krakowie. Reżyserem spektaklu była Irena Grywińska scenografię przygotował Tadeusz Kantor, zaś rolę Dyrektora zagrał Karol Adwentowicz. Sztuka miała wiele wystawień w Polsce i za granicą. Do 1957 Dwa teatry były najczęściej grywaną sztuką Szaniawskiego. Przez wiele lat dramat znajdował się na liście lektur szkolnych. Tłumaczony był m.in. na język czeski, serbsko-chorwacki, francuski, rosyjski i niemiecki.